# Mount Lamlam
Mount Lamlam (406 m n. m.) je kopec na ostrově Guam v souostroví Mariany v západním Pacifiku. Jedná se o nejvyšší bod ostrova i celého stejnojmenného amerického teritoria. Kopec se nachází v jihozápadní části ostrova nedaleko vesnice Agat. Výškový rozdíl mezi vrcholem kopce a dnem nedalekého Marianského příkopu je největší změnou výšky na krátkou vzdálenost na povrchu Země.[zdroj?]